# Carlo Bruno (Pianist)
Carlo Bruno (* 1935 in Neapel) ist ein italienischer Pianist und Komponist.
Bruno studierte am Konservatorium seiner Heimatstadt Klavier bei Vincenzo Vitale und Komposition bei Renato Parodi. Er gewann den Rapsodia- (1951) und den Martucci-Klavierwettbewerb (1956) und 1960 den Premio Trieste für Orchesterleitung. 1967 erhielt er den Lehrstuhl für Klavier am Konservatorium von Pesaro. Er unterrichtete außerdem an den Konservatorium von  Messina, Neapel. Mailand, Parma und Rom und gab Klavier- und Kammermusikkurse an der Columbia University, am Royal Conservatory von Sidney, der Musikschule  Freiburg, bei der Fondacion Coliseum in Buenos Aires und beim Festival d'Estate in Sao Paulo. 
Im Jahr 1956 wurde seine Oper La favola dei tre gobbi (Libretto von Carlo Goldoni) beim Festival von Venedig uraufgeführt. Für Aufnahmen der Klavierquartette von Beethoven und des Gradus ad Parnassum von Muzio Clementi erhielt er jeweils Preise der Schallplattenkritik. 1970 gründete er das Quartetto Beethoven (mit F. Ayo, A. Ghedin, E. Altobelli), mit dem er in den bedeutendsten internationalen Konzerthäusern auftrat (u. a. in der Carnegie Hall in New York, dem Teatro Colón in Buenos Aires, dem Teatro alla Scala, dem Teatro San Carlo und dem Wiener Musikverein).

## Quelle
- Istituto Mendelssohn - Carlo Bruno

| Personendaten    | Personendaten                       |
| ---------------- | ----------------------------------- |
| NAME             | Bruno, Carlo                        |
| KURZBESCHREIBUNG | italienischer Komponist und Pianist |
| GEBURTSDATUM     | 1935                                |
| GEBURTSORT       | Neapel                              |